# Chthonius lessiniensis
Chthonius lessiniensis är en spindeldjursart som beskrevs av Wolfgang Schawaller 1982. Chthonius lessiniensis ingår i släktet Chthonius och familjen käkklokrypare. Inga underarter finns listade i Catalogue of Life.